# 千田純一
千田 純一（せんだ じゅんいち）は、日本の経済学者。学位は、経済学博士（名古屋大学・1971年）（学位論文「現代金融政策の研究」）。名古屋大学名誉教授。名古屋大学国際経済動態センター長、日本金融学会会長、生活経済学会会長など歴任。

## 人物・経歴
1959年神戸大学経済学部卒業後、神戸大学大学院経済学研究科修了。新庄博らの指導を受けた。1964年名古屋学院大学講師。1968年名古屋大学経済学部助教授。1971年「現代金融政策の研究」で名古屋大学より経済学博士の学位を取得。1983年名古屋大学経済学部教授。1996～2000年名古屋大学国際経済動態センター長。1999～2001年生活経済学会会長。2000年名古屋大学定年退職。2000～2007年中京大学経済学部教授、2002～2004年日本金融学会会長、2008～2014年中部学院大学経営学部教授。2016年瑞宝中綬章受章。

## 著作

### 著書
- 『現代の金融政策』春秋社 1974年
- 『利子論』東洋経済新報社 1982年
- 『変革期の銀行と証券 : 「棲み分け」は可能か』（共著）有斐閣 1986年
- 『金融入門』（沈晩燮と共編著）中央経済社 1986年
- 『現代金融入門』（椙山孝金と共編著） 中央経済社 1993年
- 『金融機関のリストラクチヤリングと金融リスクーナロウバンク/コアバンク制導入の検討を中心にー』名古屋大学 1995年
- 『日本の金融システム : 新たな課題と求められる姿』中央経済社 1997年
- 『金融大競争時代の金融システム政策のあり方と金融業の将来』中京大学 1998年
- 『ポストビッグバンの金融システム』（家森信善と共編著）千倉書房 2001年
- 『新しい時代の金融システム』（鐘ヶ江毅と共編著）中京大学経済学部付属経済研究所 2005年

### 訳書
- イシドア・オストラー『近代貨幣と失業』（片山貞雄, 小村衆統と共訳）東洋経済新報社 1966年
- アーノルド・コラリー『国民所得の理論』（片山貞雄, 小村衆統と共訳）東洋経済新報社 1968年
- ジョン・メイナード・ケインズ『条約の改正』東洋経済新報社 1977年
- マキシミリアン・ホール『銀行と証券、自己資本比率規制 : 英・米・日の比較』（共訳）日本証券経済研究所 1992年